# Drawing Circles
Drawing Circles is het tweede album van Textures, uitgebracht in 2006 door Listenable Records. Het is het eerste album met zanger Eric Kalsbeek.

## Track listing
1. "Drive" – 2:26
2. "Regenesis" – 4:57
3. "Denying Gravity" – 5:15
4. "Illumination" – 1:56
5. "Stream of Consciousness" – 6:48
6. "Upwards" – 6:06
7. "Circular" – 5:13
8. "Millstone" – 3:42
9. "Touching the Absolute" – 8:07
10. "Surreal State of Enlightenment" – 3:49

## Band
- Eric Kalsbeek - Zanger
- Jochem Jacobs - Gitarist
- Bart Hennephof - Gitarist
- Dennis Aarts - Bassist
- Stef Broks - Drummer
- Richard Rietdijk - Toetsenist